# Walter Bagehot
Walter Bagehot (Langport, 3 februari 1826 – aldaar, 24 maart 1877) was een Brits zakenman, journalist en essayist. Hij formuleerde in 1867 in een bundel essays de drie rechten van de koning in de Britse parlementaire democratie: "het recht om te worden geïnformeerd, het recht om aan te moedigen en het recht om te waarschuwen".

## Biografie
Walter Bagehot is geboren op 3 februari 1826. Hij volgde een rechtenopleiding maar kwam in dienst bij de Stuckey’s Bank. De bank was opgericht door de familie van zijn moeder, en zijn vader had een belangrijke positie bij de bank in Somerset. Hij verhuisde snel daarna naar het kantoor van de bank in Londen. Zijn werk bood hem voldoende ruimte en tijd om te schrijven. In december 1851 was hij in Parijs en beleefde de zelfcoup van Napoleon III van dichtbij. Dit inspireerde hem om The English Constitution te schrijven.
In de jaren vijftig kwam hij in contact met James Wilson, de oprichter van het blad The Economist. Op zijn uitnodiging schreef Bagehot een aantal artikelen in het blad. Hij kwam ook in contact met Eliza, de oudste dochter van James Wilson, en huwde haar in 1858. Een jaar later werd James Wilson uitgezonden naar India. Hij vroeg Bagehot en Richard Holt Hutton om samen The Economist te leiden gedurende zijn afwezigheid. Wilson overleed een jaar later en Richard Holt Hutton verliet het bedrijf waardoor Bagehot als enige overbleef als redacteur bij The Economist. Hij bleef op deze positie bijna 16 jaar, naast zijn baan bij de bank.
Zijn boek Lombard Street: A Description of the Money Market schreef hij naar aanleiding van het faillissement van Overend, Gurney and Company, een bank gevestigd aan de Lombard Street in Londen. Het was een grote bank en het nieuws van zijn ondergang deed paniek ontstaan. Bagehot schreef over de rol die de centrale bank in een dergelijke situatie moest spelen. Zijn taak was de paniek de kop in te drukken door veel geld te lenen aan financieel gezonde banken, met onderpand en tegen een hoge rente. Het onderpand was nodig als zekerheid en de hoge rente om misbruik te voorkomen. De tips werden na de kredietcrisis van 2007 nog zeer goed gebruikt.

### Overlijden
In 1867 kreeg hij een longontsteking waar hij nooit helemaal van is hersteld. In 1877 overleed hij aan complicaties bij een verkoudheid.

## Publicaties
De drie belangrijkste publucaties van Walter Bagehot zijn:
- The English Constitution (1867)
- Physics and Politics (1872)
- Lombard Street: A Description of the Money Market (1873)